# MG Kvis-Trevigiani/Saison 2014
Dieser Artikel listet Erfolge und Fahrer des Radsportteams MG Kvis-Trevigiani in der Saison 2014 auf.

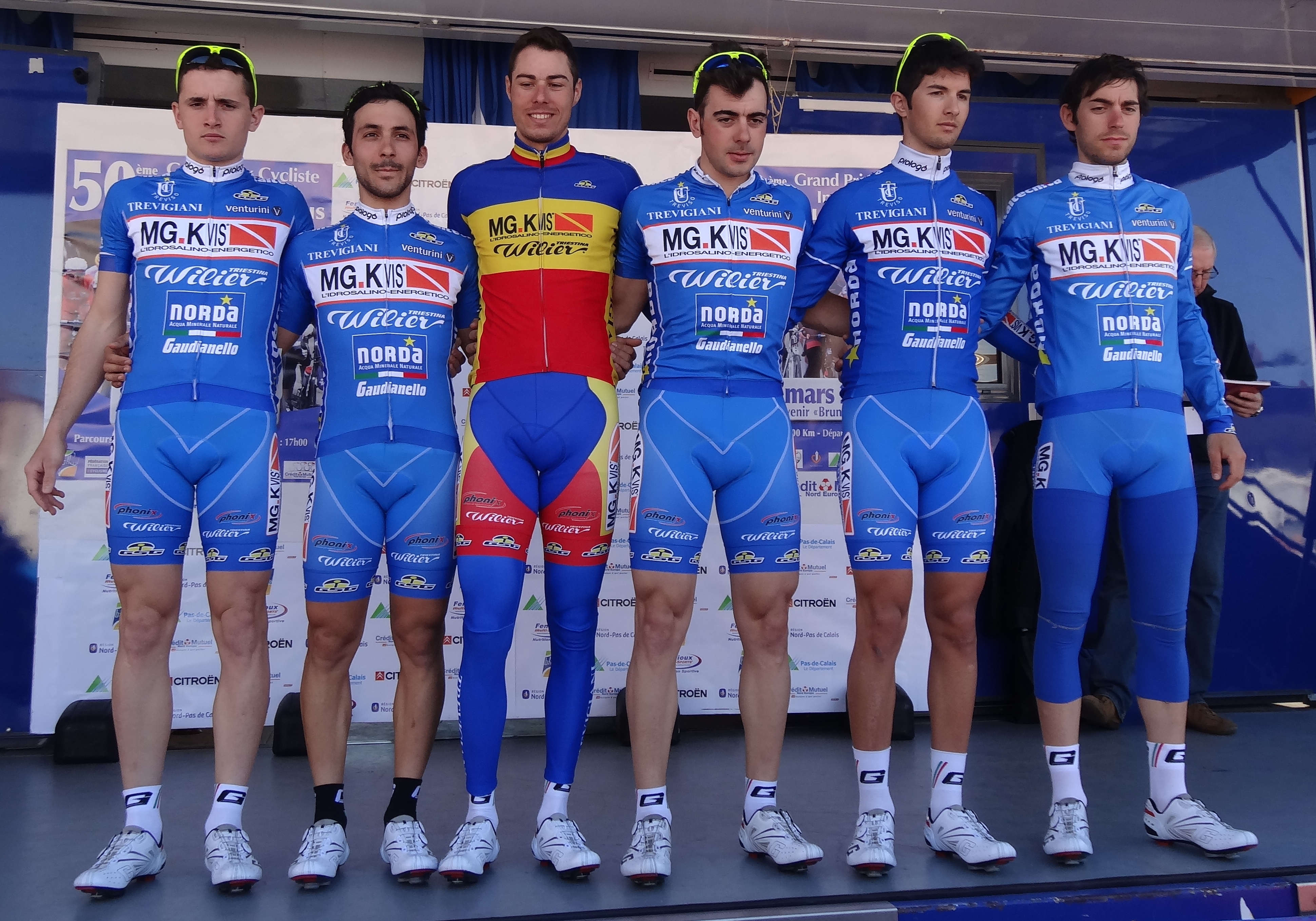
Die Mannschaft (2014)

## Erfolge in der UCI America Tour
| Datum      | Rennen                      | Kat. | Fahrer          |
| ---------- | --------------------------- | ---- | --------------- |
| 10. Januar | 1. Etappe Vuelta al Táchira | 2.2  | Rino Gasparrini |

## Erfolge in der UCI Europe Tour
| Datum        | Rennen                                 | Kat. | Fahrer                 |
| ------------ | -------------------------------------- | ---- | ---------------------- |
| 6. Juni      | 4. Etappe Slowakei-Rundfahrt           | 2.2  | Christian Delle Stelle |
| 19. Juni     | 1. Etappe Serbien-Rundfahrt            | 2.1  | Liam Bertazzo          |
| 27. Juni     | Rumänischer Meister – Einzelzeitfahren | CN   | Andrei Nechita         |
| 2.–4. August | Gesamtwertung Kreiz Breizh Elites      | 2.2  | Matteo Busato          |

## Mannschaft
| Name                                | Geburtstag        | Nationalität       | Team 2013                  |
| ----------------------------------- | ----------------- | ------------------ | -------------------------- |
| Daniele Aldegheri                   | 5. Februar 1990   | Italien            | Christina Watches-Onfone   |
| Liam Bertazzo                       | 17. Februar 1992  | Italien            | Neoprofi                   |
| Carlo Brugnotto                     | 5. März 1995      | Italien            | Neoprofi                   |
| Matteo Busato                       | 20. Dezember 1987 | Italien            | Trevigiani Dynamon Bottoli |
| Luca Chirico                        | 16. Juli 1992     | Italien            | Neoprofi                   |
| Juan Ignacio Curuchet               | 6. Juli 1993      | Argentinien        | Neoprofi                   |
| Ricardo Creel (ab 1. Juni)          | 7. Februar 1992   | Vereinigte Staaten | Neoprofi                   |
| Christian Delle Stelle (ab 25. Mai) | 4. Februar 1989   | Italien            | Team Idea                  |
| Lorenzo Di Remigio                  | 12. Februar 1992  | Italien            | Neoprofi                   |
| Riccardo Donato                     | 2. Februar 1994   | Italien            | Neoprofi                   |
| Mattia Frapporti                    | 2. Juli 1994      | Italien            | Neoprofi                   |
| Rino Gasparrini                     | 8. April 1992     | Italien            | Neoprofi                   |
| Andrei Nechita                      | 29. Mai 1988      | Rumänien           | Neoprofi                   |
| Lorenzo Rota                        | 23. Mai 1995      | Italien            | Neoprofi                   |
| Gianluca Vecchio                    | 20. Juni 1994     | Italien            | Neoprofi                   |